# Васил Гарванлијев
Васил Гарванлијев (мкд. Васил Гарванлиев; 2. новембар 1984) познат и скраћено као Васил, је македонски певач.

## Биографија
Васил Гарванлијев је рођен у Струмици 2. новембра 1984. године. На музичкој сцени први пут се појавио када је имао 7 година, а тада је постала популарна његова изведба дечје песме Марионка. Када је имао 10 година преселио се са породицом у Сједињене Америчке Државе. Тамо су живели 7 година, а затим су депортовани. Док је био у Сједињеним Америчким Државама вежбао је оперу и поп певање у Чикагу. Након депортације је живео у Милану, у Италији. Касније одлази у Торонто, у којем је примљен на Краљевски конзерваториј са потпуном стипендијом и тамо је остао 9 година. Вратио се у Македонију 2018. године, у свој родни град Струмицу. Био је 2019. године пратећи вокал Тамари Тодевској на Песми Евровизије у Тел Авиву. Дана 15. јануара 2020. године је објављено да ће бити представник Северне Македоније на Песми Евровизије 2020. у Ротердаму.